# Виленский привилей 1563 года
Ви́ленский привиле́й 1563 го́да ― законодательный акт, изданный королём польским и великим князем литовским Сигизмундом II Августом 7 июня 1563 года на Виленском сейме. Привилей был принят в форме парадной жалованной грамоты. Вошёл как преамбула в Статут Великого княжества Литовского 1566 года.

## Предыстория
Процесс оформления шляхетского сословия Великого княжества Литовского затянулся на десятилетия. В 1387 году королём польским и великим князем литовским Ягайло издан первый сословный привилей для литовского рыцарства (бояр, шляхты), принявшего католичество по Кревской унии. Привилей 1387 года освободил литовскую шляхту от государственных обязанностей, оставив за ней лишь воинские повинности и обязанность строительства великокняжеских замков. Этим привилеем утверждались местные территориальные судебные органы. Нужно учесть, что литовская шляхта составляла около 10 % населения княжества (в тогдашней Франции 1,5 %).
Городельская уния 1413 года имела явный католический характер. Князья и магнаты Великого княжества Литовского как «православные схизматики» не допускались к высшему управлению. Даже на управление воеводствами утверждались только католики. Таким образом, литовским княжеским родам ничего не оставалось делать, как переходить в польские гербовые братства. При этом Матвей Любавский в своём труде «Литовско-русский сейм» отмечал, что условия Городельской унии не соблюдались, и православные депутаты в сеймах и раде пользовались всеми правами, что и их коллеги-католики.
Но ему возразил М. В. Довнар-Запольский, который утверждал, что до середины XVI в. к государственным делам допускались из ВКЛ лишь виленский епископ, виленские воевода и каштелян, трокайские воевода и каштелян и жемайтский староста. И эти люди были вовсе не православными, а католиками.
Международные отношения ВКЛ и Польши с соседями были весьма сложные. В феврале 1563 года русские войска осадили Полоцк. Они взяли в плен до 60 тыс. человек. Большинство из них были проданы в рабство (в Персию и др.), это католики; православных, как «души крещёные», не продавали.
На заседание коронного сейма Польши в 1564 году король Сигизмунд Август, известный своей любовью к роскоши, пришёл в скромной шляхетской одежде. Тогда же он отказался от наследственных прав на ВКЛ и передал их Короне. Сигизмунд Август, отказавшись от польской короны, с удовольствием ограничился бы наследственной короной великого князя литовского, и поэтому тайно противился литовско-польскому объединению, срывая при помощи Николая Радзивилла Рыжего этот вопрос на коронных сеймах 1548 и 1550 гг.
А в ВКЛ, между тем, ширился протестантизм, что не могло не беспокоить Польшу.
Участились набеги татар на ВКЛ. Это ещё одна из причин Виленского привилея.
На вальном сейме 1563 года литовская шляхта подала великому князю ходатайство: «іж бы прысега шляхетского і посполітого человека не на образ малёваный ані рытый, яко первей была, але на імя Бога в Тройцы едного каждый подлуг веры своё закону хрыстіянского прысегал». Одновременно они во главе с Николаем Радзивиллом Чёрным «одностайне білі чолом», против статьи Городельского привилея 1413 года, запрещавшую православным занимать высшие государственные должности.

## Содержание
Привилей издан на западнорусском (старобелорусском) языке, по единогласной («одностайне») просьбе шляхетских депутатов из-за того, что некоторые статьи «потребуют ь ширшого объясненья ку латвейшему вырозуменью».
Привилей окончательно уравнивал в политических правах в первую очередь православную шляхту с католической шляхтой. В тексте привилея означалось, что ограничительные статьи Городельского привилея 1413 года утрачивают свою силу. Подчёркивалось также, что шляхта православного вероисповедания и раньше заседала в панах-раде при предках Сигизмунда Августа. Согласно привилею, все представители шляхетского сословия «як Литовского, так и Русского народу одно бы веры хрестьянское» на вечные времена пользуются всеми вольностями шляхетского сословия, с правами занимать все должности земские и дворные, заседать в панах-раде: «Потому все другие сословия рыцарского и шляхетского, как литовского, так и русского народа, только бы были веры христианской… на должности дворные и земские, не только подданные костелу Римскому, с этого времени выбраны и назначены быть могут, но одинаково и равно все рыцарского сословия из народа шляхетского люди веры христианской, как Литва, так и Русь, каждый согласно достижениям и заслугам своим, от нас, великого князя, на посты высокие служебные и на другие посты по воле нашей могут назначаться…»

## Итоги
Виленский привилей, отменив жёсткие статьи Городельского привилея, сделал литовскую шляхту приверженицей будущей Брестской унии. Этот вопрос поднимал русский историк В. И. Пичета.
В. О. Ключевский пишет: «Сигизмунд-Август, мягкий и праздный гуляка, воспитанный среди новых веяний, насколько ему позволяло государственное его положение, даже покровительствовал новым учениям, сам выдавал для чтения протестантские книги из своей библиотеки, в придворной церкви допускал проповеди в протестантском духе; ему было все равно при выезде из дворца в праздник, куда ехать, в костел или в кирку. Покровительствуя протестантам, он благоволил и к православным; постановление Городельского сейма, запрещавшее православным занимать государственные и общественные должности, он в 1563 г. разъяснил так, что разъяснение было равнозначительно отмене. С ослаблением католической пропаганды, которую поддерживали прежние короли, православное население Литвы перестало относиться боязливо или враждебно к польскому правительству. Этот поворот в народном настроении и сделал возможным продолжение политической унии Литвы с Польшей».
В раде ВКЛ после привилея остались лишь два католика: епископы виленский и жамойтский, их присутствие там было закреплено статутом ВКЛ, все же остальные члены рады были евангельские христиане. Среди последних были воевода трокский Стефан Збаражский, воевода витебский Станислав Пац, воевода новогрудский Павел Сапега, воевода смоленский Василь Тышкевич, воевода мстиславльский Юрий Остик, воевода минский Габриель Горностай, каштелян трокский Остафий Волович, маршалок земский Ян Ходкевич, каштелян полоцкий Юрий Зенович и др.